# Иванов, Василий Савельевич
Василий Савельевич Иванов (1893, Благовещенск, Российская империя — 1938) — советский партийный деятель, первый секретарь Амурского обкома ВКП (б) (1933—1937).

## Биография
Родился в 1893 году в Благовещенске в семье плотника.
Участник Гражданской войны, на подпольной работе в Благовещенске, арестовывался белой и японской контрразведкой, дважды бежал. После войны на партийной работе, избирался секретарём Дальневосточного крайкома партии.
В 1933—1937 годах — первый секретарь Амурского областного комитета ВКП(б).
Делегат XVII съезда ВКП(б) (1934).
В 1937 году арестован, 31 марта 1938 года приговорён к расстрелу выездной сессией Военной коллегии Верховного суда СССР.
Реабилитирован посмертно той же Военной коллегией 25 августа 1956 года.
Его супруга Матрёна Никитична Иванова (1894—1938) также была расстреляна по приговору Военной коллегии Верховного Суда СССР от 18 мая 1938 года и реабилитирована посмертно той же коллегией 18 августа 1956 года.